# (574) Регинхильд
(574) Регинхильд (нем. Reginhild) — астероид главного пояса, который принадлежит к спектральному классу S. Он был открыт 19 сентября 1905 года немецким астрономом Максом Вольфом в Обсерватории Хайдельберг-Кёнигштуль.